# Abdullah Recep
Abdullah Recep (* 1955 in Tirebolu, Provinz Giresun) ist ein türkischer General des Heeres (Türk Kara Kuvvetleri), der unter anderem zwischen 2014 und 2015 Kommandant der Heeresakademie (Kara Harp Akademisi) war und seit 2015 Oberbefehlshaber der Ägäis-Armee (Ege Ordusu) ist.

## Leben

### Offizier und Stabsoffizier
Recep begann nach dem Schulbesuch seine Ausbildung zum Offizier der Ingenieurtruppe an der Heeresschule (Kara Harp Okulu) und schloss diese 1975 als Leutnant (Teğmen) ab. Im Anschluss war er zwischen 1976 und 1981 als Offizier im Ingenieurbataillon des III. Korps, im Ingenieurbataillon der 39. Infanterie-Division sowie als Zugführer eines Ausbildungskurses an der Ingenieurschule (İstihkam Okulu) beschäftigt. Danach war er von 1981 bis 1982 Kompaniechef im Ingenieurbau-Bataillon der 3. Armee.
Danach absolvierte Recep von 1982 bis 1984 seine Ausbildung zum Stabsoffizier an der Heeresakademie (Kara Harp Akademisi) und war im Anschluss Kompaniechef im 1. Infanteriebataillon des 9. Infanterieregiments der 19. Infanteriebrigade sowie von 1986 bis 1989 Planungsoffizier in der Operations- und Ausbildungsabteilung des IX. Korps, ehe er zwischen 1989 und 1993 Planungs- und Projektoffizier im Planungsreferat der Personalabteilung im Generalstab der Türkei war. Daraufhin folgte von 1993 bis 1994 eine Verwendung als Kommandeur des 1. Motorisierten Infanteriebataillons der 61. Motorisierten Infanteriebrigade, die während dieser Zeit in einer Operation zur inneren Sicherheit in der Provinz Şırnak  eingesetzt war. 
Anschließend war Recep zwischen 1994 und 1997 als Offizier im Referat für Einsätze von Friedenstruppen der Abteilung für Operationsplanung im Hauptquartier der NATO in Mons eingesetzt sowie 1997 als Offizier im Persönlichen Büro des Generalstabschefs der Streitkräfte, General İsmail Hakkı Karadayı. Nach einer darauf folgenden Ausbildung an der Streitkräfteakademie (Silahlı Kuvvetler Akademisi) war er von 2000 bis 2001 Kommandeur des Regiments der Präsidialgarde (Cumhurbaşkanlığı Muhafız Alay).

### Aufstieg zum General
Nach seiner Beförderung zum Brigadegeneral (Tuğgeneral) am 30. August 2001 war Recep zwischen 2001 und 2004 Leiter der Abteilung für Operationen der Inneren Sicherheit im Generalstab und anschließend von 2004 bis 2006 Kommandeur der 16. Panzerbrigade. 
2006 erfolgte seine Beförderung zum Generalmajor (Tümgeneral). Als solcher wurde er zum Alliierten Transformationskommando ACT (Allied Command Transformation) der NATO in Norfolk versetzt und dort stellvertretender Chef des Stabes für Ressourcen und Logistik. Danach wurde er am 19. August 2008 als Nachfolger von Generalmajor Mehmet Eröz Befehlshaber der Streitkräfte der Türkischen Republik Nordzypern (KKTC Güvenlik Kuvvetleri Komutanlığı) sowie Befehlshaber der Türkischen Truppen in Zypern (Kıbrıs Türk Barış Kuvvetleri Komutanlığı). Diese Posten bekleidete er bis zu seiner Ablösung durch Generalmajor Mehmet Daysal am 17. August 2010.
Recep wurde 2010 zum Generalleutnant (Korgeneral) befördert und fungierte zwischen 2010 und 2012 als Leiter der Operationsabteilung im Generalstab sowie danach von 2012 bis 2014 als Kommandierender General des VII. Korps in Elazığ.
Nach seiner Beförderung zum General (Orgeneral) wurde Recep am 20. August 2014 als Nachfolger von General Yalçın Ataman Kommandant der Generalstabsakademie (Harp Akademileri) der Streitkräfte (Türk Silahlı Kuvvetleri) und verblieb auf diesem Posten bis zu seiner Ablösung durch General Tahir Bekiroğlu am 20. August 2015. Seit dem 11. August 2015 ist er Oberbefehlshaber der Ägäis-Armee (Ege Ordusu) im Hauptquartier Izmir und damit Nachfolger von General Galip Mendi.
Recep ist verheiratet sowie Vater eines Sohnes und einer Tochter.